# Vincent Velasquez
Vincent John Velasquez (né le 7 juin 1992 à Montclair, Californie, États-Unis) est un lanceur droitier des Phillies de Philadelphie de la Ligue majeure de baseball.

## Carrière

### Astros de Houston

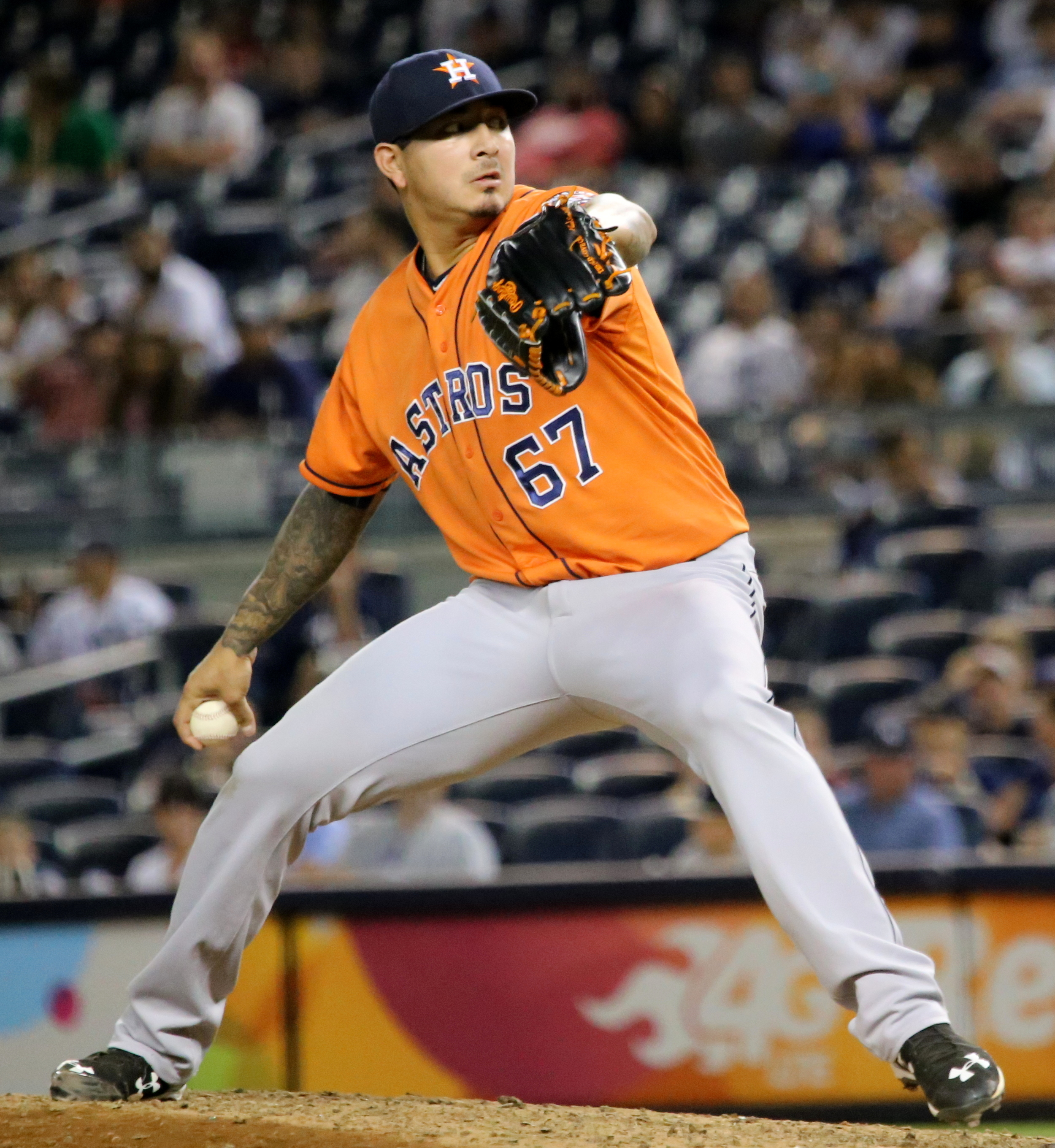
Velazquez en 2015 avec les Astros de Houston.

Vincent Velasquez est un choix de deuxième ronde des Astros de Houston au repêchage amateur de juin 2010. Après avoir commencé sa carrière professionnelle la même année, il est absent du jeu toute la saison 2011 et ne joue que quelques matchs en 2012 après une opération de type Tommy John. 
Au début de 2015, Velasquez gradue au niveau Double-A des ligues mineures et maintient une moyenne de points mérités d'à peine 1,37 en 5 départs et 26 manches et un tiers lancées, performance jugée suffisante pour passer directement au niveau majeur.
Il fait ses débuts dans le baseball majeur comme lanceur partant des Astros le 10 juin 2015. Malgré 4 buts-sur-balles accordés aux White Sox de Chicago, il blanchit ses derniers en 5 manches et ne leur accorde que trois coups sûrs lors de ces débuts.
En 19 matchs joués, dont 7 départs, Velasquez affiche en 2015 une moyenne de points mérités de 4,37 en 55 manches et deux tiers lancées pour les Astros. Il réussit 58 retraits sur des prises.

### Phillies de Philadelphie
Avec trois lanceurs droitiers des ligues mineures (Mark Appel, Harold Arauz et Thomas Eshelman) et le lanceur gaucher Brett Oberholtzer, Velasquez passe le 12 décembre 2015 aux Phillies de Philadelphie dans un échange qui envoie à Houston le releveur droitier Ken Giles et le joueur d'arrêt-court Jonathan Arauz.